# Alleanza Nazionale Sammarinese
Alleanza Nazionale Sammarinese (ANS) è stato un partito politico della Repubblica di San Marino, di ispirazione conservatrice nazionale, fondato nel 2001.

## Storia
Il 21 febbraio 2008 ha costituito, unitamente ai Popolari Sammarinesi (Popolari),  una Lista Unitaria, denominata Unione Sammarinese dei Moderati (USM).
Dopo essere brevemente transitato nel Partito Democratico Cristiano Sammarinese, ANS è stata ricostituita nel 2012, riprendendo in tal modo piena autonomia.
Il 1º ottobre 2013 si è sciolta definitivamente, lasciando spazio al Movimento Sammarinese Destra Sociale.

## Valori
Valori di riferimento:
Ci ispiriamo allo stato di diritto nel vero senso della parola, ove tutti i cittadini di vario credo politico e religioso sono uguali davanti alla legge.
È ora di dire con franchezza “basta” ai Governi che privilegiano solo ed esclusivamente gli amici o amici degli amici, spesso andando contro la legge, concedendo molte cose che sono risorse e patrimonio dell'intera comunità.
Saremo a difesa di tutti i cittadini, residenti e non residenti, per realizzare un futuro sicuro e migliore; con una seria politica in difesa del territorio, della sicurezza personale e per affrontare i molti problemi che l'azione politica degli ultimi anni ha creato.
Ci presentiamo al paese sicuri e certi di avere le carte in regola e le mani pulite per poter realizzare il bene comune; ed è per questi motivi che chiediamo fiducia ai giovani, perché nel prossimo futuro saranno loro a servire il paese.
Aderendo al nostro movimento esprimerete nel miglior modo possibile le vostre aspirazioni e diverrete protagonisti del Vostro futuro, rivivendo, con onestà e serenità, l'antica e gloriosa tradizione Sammarinese.»
(Statuto di Alleanza Nazionale Sammarinese approvato il 28 aprile 2007, Articolo n° 1 – Commi nn° 3, 4 e 5)

## Risultati elettorali
|                | Lista                       | Voti                           | %   | Seggi |        |
| Politiche 2001 | Consiglio Grande e Generale | Alleanza Nazionale Sammarinese | 421 | 1,93  | 1 / 60 |
| Politiche 2006 | Consiglio Grande e Generale | Alleanza Nazionale Sammarinese | 514 | 2,33  | 1 / 60 |

## Riunioni del partito

### Congressi
- Assemblea degli iscritti - 28 aprile 2007

### Feste
- 1° Festaincontro Primavera Nazionale 2006 - 12 maggio 2006
- 2° Festaincontro Primavera Nazionale 2007 - 2 giugno 2007

## Vertici del partito

### Segretari
- Glauco Sansovini dal 18 maggio 2007

### Presidenti
- Vittorio Ennio Pellandra dal 18 maggio 2007

### Altri organi del partito
- Consiglio nazionale
- Consiglio direttivo politico
- Collegio dei garanti
- Collegio dei revisori dei conti

### Eletti a cariche istituzionali
- Vicepresidente della Commissione dell'Edilizia Sovvenzionata: Ennio Vittorio Pellandra
- Membro della Commissione UNICEF: Stefania Fabbri

## Simbolo
Il simbolo di Alleanza Nazionale Sammarinese (ANS) 
(Statuto di Alleanza Nazionale Sammarinese approvato il 28 aprile 2007, Articolo n° 1 – Comma n° 6)